# Кіану Рівз
Кіану Рівз (англ. Keanu Reeves; нар. 2 вересня 1964, Бейрут, Ліван) — канадський актор, режисер, продюсер і музикант. Здобув популярність за виконання головних ролей у декількох блокбастерах, включаючи комедійну франшизу про Білла і Теда (1989, 1991, 2020); трилер «На гребені хвилі» (1991), культовий бойовик «Швидкість» (1994) та «Джон Уік» (2014); психологічний трилер «Адвокат Диявола» (1997). Проте найбільшої слави Рівз зажив за виконання ролей Нео в культовій науково-фантастичній франшизі «Матриця» (1999—2003) та Джона Костянтина в містичному трилері «Костянтин: Володар темряви» (2005).

## Біографія

### Ранні роки життя
Народився 2 вересня 1964 року в Бейруті (Ліван). Мати — Патриція — була англійкою, а батько — Самуель Ноунін Рівз (наполовину гаваєць, наполовину китаєць) — працював геологом (і не тільки), і тому родині доводилося багато подорожувати. За рік після весілля молодята переїхали до Австралії, де в них народилася дочка — Кім. Ще одна сестра Кіану з'явилася на світ у 1976 році.
Патриція також була дизайнеркою костюмів для таких рок-зірок як Еліс Купер.
Коли хлопчикові було 3 роки, батьки розлучилися, і мати переїхала до Нью-Йорку. З того часу Кіану не бачив свого батька, але мати ще кілька разів виходила заміж. Спершу за кінорежисера Пола Аарона (Paul Aaron), і родина переїхала до Канади; потім, за рік змінила його на продюсера Роберта Міллера; потім його місце зайняв Джек Бонд.

### Кар'єра
У 17-річному віці Кіану кинув школу і почав працювати, займаючись при цьому на курсах акторської майстерності. Рівз встиг змінити багато різних робіт, перш ніж почав одержувати свої перші ролі на телебаченні. Екранний дебют актора стався в 1979 на канадському телебаченні. На початку 1980-х він знімався в рекламі (включаючи рекламу Coca-Cola) і коротких фільмах в Торонто. Потім Кіану вдалося потрапити до великого екрана, де його помітили після картини «Неймовірна пригода Білла і Теда» (Bill & Ted's Excellent Adventure, 1989), де він зіграв безтурботного хлопчика. Цей імідж міг би надовго закріпитися за Рівзом, але він зламав сформоване про нього уявлення, знявшись у «Небезпечних зв'язках» (Dangerous Liaisons, 1988), «На гребені хвилі» (Point Break, 1991) і деяких інших картинах. Особливо варто відмітити стрічку Гаса Ван Сента «Мій власний штат Айдахо» (My Own Private Idaho, 1991) і фільм «Дракула» (Bram Stoker's Dracula, 1992), що посприяли репутації Кіану як серйозного актора.
Всесвітньо відомим актор став після того, як знявся разом із Сандрою Баллок у фільмі-екшені «Швидкість» (Speed, 1994). За рік з'явилася провальна в американському прокаті фантастична стрічка «Джонні-Мнемонік» (Johny Mnemonic, 1995). Потім були картини «Відчуваючи Міннесоту» (Feeling Minnesota, 1996), «Адвокат диявола» (Devil's Advocate, 1997). У 1997 посів 23 місце у журналі Empire у списку «Найкращі 100 кінозірок всіх часів».
І нарешті, у 1999 році, після успіху «Матриці» (The Matrix, 1999), Рівза зарахували до числа «культових» акторів.
Наразі Кіану продовжує грати у своїй групі «Дог-стар» і знімається в інших стрічках.
31 січня 2005 року Кіану Рівз отримав зірку на Голлівудській алеї слави.

## Приватне життя

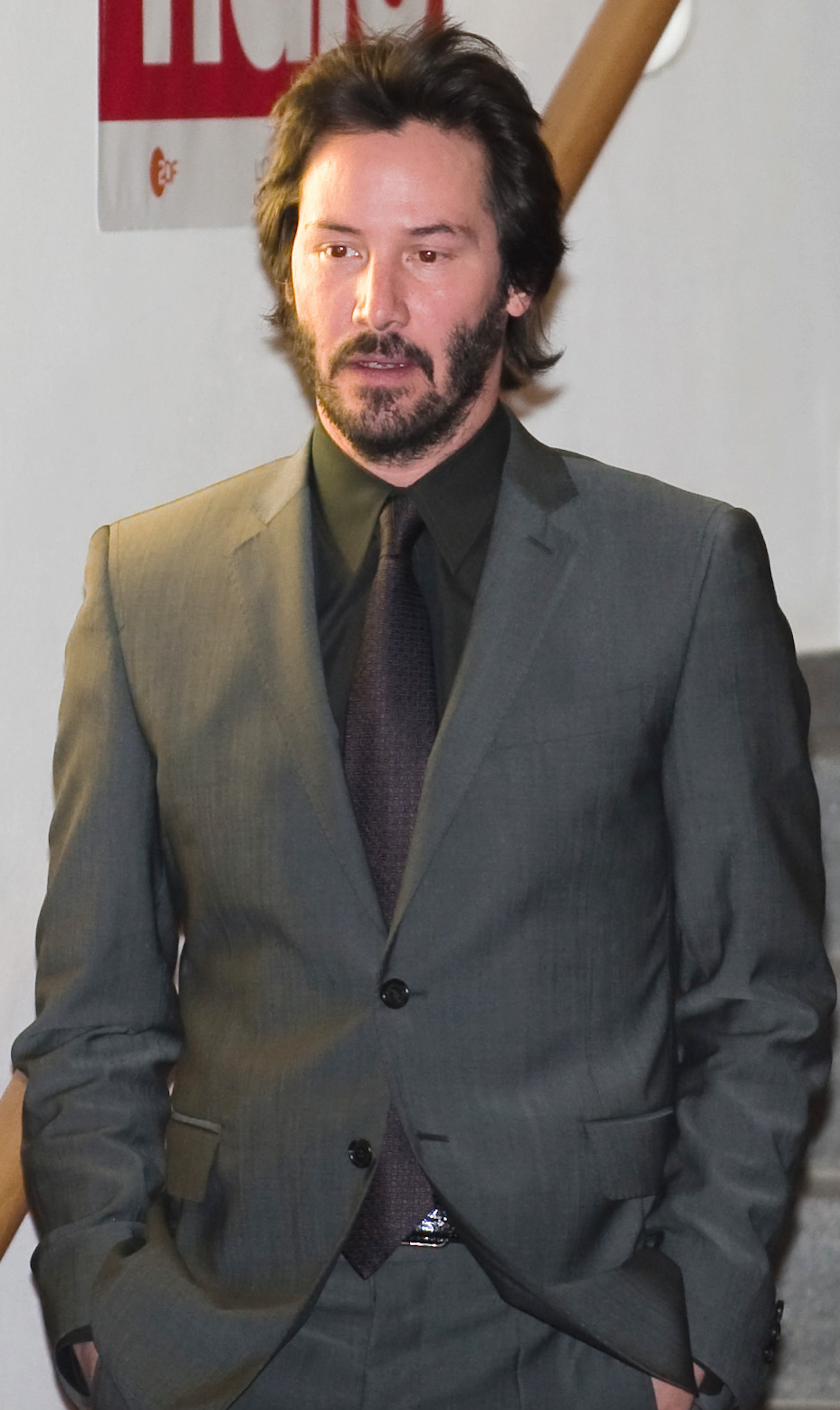
Кіану Рівз на Берлінському кінофестивалі, 2009 рік

### Жінки у житті актора
- Керрі-Енн Мосс зустрічалася з Рівзом до липня 1999 року (коли виявилося, що Дженніфер Сайм чекає від нього дитину)[5].
- Дженніфер Сайм, асистентка режисера Девіда Лінча. Дочка Дженніфер і Кіану народилася мертвою. У ніч на 3 квітня 2001 року Дженніфер розбилася на машині[5].
- Аманда де Кадене, колишня дружина гітариста Duran Duran Джона Тейлора. Після смерті Дженніфер Аманда підтримувала Кіану. Він у свою чергу брав участь в її долі, відвідуючи разом з нею і її дочкою заняття для алкоголіків, куди вона ходила, щоб позбутися згубної звички[5].
- Отомн Макінтош, акторка. Ходили чутки про їхнє весілля, намічене на кінець 2004 року.
- Сандра Буллок, акторка. Познайомилися на знімання «Швидкості». Короткий роман запам'ятався розповідями, що миготіли в пресі, про те, як Кіану нібито кожен ранок дарував Сандрі букетик фіалок, перев'язаний стрічкою з її ініціалами. Можливо, чутки про їхній роман виникали не випадково, а щоб привернути увагу до фільму[5].
- Даян Кітон, акторка. Познайомилися на знімання картини «Кохання за правилами... і без». Даян старша за Кіану на 18 років. Чутки про їхній роман розбурхували Голлівуд у 2005 році, але офіційно підтверджені не були[5].
- Клер Форлані, акторка. У липні 2006 року світські новини повідомили про те, що Рівз зробив акторці пропозицію. Але незабаром сам актор спростував ці чутки: «Ми з Клер всього лише хороші друзі та ніколи не були парою»[5].
- Чайна Чоу, акторка та модель. У червні 2008 року в новинах з'явились повідомлення про те, що Кіану має стосунки з Чайною[6]
- Олександра Грант, художниця. У жовтні 2019 року в новинах з'явились повідомлення про те, що Кіану має стосунки з Грант[7][8][9].

### Громадська діяльність
Актор відомий активною благодійною діяльністю. 70 % гонорару за серію фільмів «Матриця» Рівз пожертвував на дослідження раку. 
Після вторгнення російських військ на українську територію підтримав Україну.

## Фільмографія

### Актор
| Рік       |     | Українська назва                     | Оригінальна назва                      | Роль                        |
| --------- | --- | ------------------------------------ | -------------------------------------- | --------------------------- |
| 1984      | с   |                                      | Hangin' In                             | підліток                    |
| 1985      | с   | Нічна спека                          | Night Heat                             | бандит 1 / Магер            |
| 1985      | с   |                                      | Comedy Factory                         | зломщик                     |
| 1985      | тф  | Відпускаючи                          | Letting Go                             | підліток 1                  |
| 1985      | ф   | Один крок назад                      | One Step Away                          | Рон Петрі                   |
| 1986      | ф   | Знову молодий                        | Young Again                            | Молодий Майкл Райлі         |
| 1986      | ф   | Молода кров                          | Youngblood                             | вантажник                   |
| 1986      | ф   | Політ                                | Flying                                 | Томмі Варнекі               |
| 1986      | ф   | На березі річки                      | River's Edge                           | Метт                        |
| 1986      | тф  | Закон відплати                       | Act of Vengeance                       | Бадді Мартін                |
| 1986      | тф  | Братерство справедливості            | The Brotherhood of Justice             | Дерек                       |
| 1986      | тф  | Під впливом                          | Under the Influence                    | Едді Талбот                 |
| 1986      | тф  | Діти в країні іграшок                | Babes in Toyland                       | Джек Фентон / Спритний Джек |
| 1986      | с   | Діснейленд                           | Disneyland                             | Майкл Райлі, 17 років       |
| 1987      | с   | Важкі часи                           | Trying Times                           | Джо                         |
| 1988      | ф   | Минулої ночі                         | The Night Before                       | Вінстон Коннеллі            |
| 1988      | ф   | Постійний запис                      | Permanent Record                       | Кріс Таунсенд               |
| 1988      | ф   | Принц з Пенсильванії                 | The Prince of Pennsylvania             | Руперт Маршетта             |
| 1988      | ф   | Небезпечні зв'язки                   | Dangerous Liaisons                     | Шевальє Рафаель Дансені     |
| 1989      | ф   | Неймовірні пригоди Білла і Теда      | Bill & Ted's Excellent Adventure       | Теда Логан                  |
| 1989      | ф   | Батьківство                          | Parenthood                             | Тод Хіггінс                 |
| 1989      | с   | Американський театр                  | American Playhouse                     | Кіп                         |
| 1989      | с   | Шоу Трейсі Ульман                    | The Tracey Ullman Show                 | Джессі Вокер                |
| 1990      | с   | Неймовірні пригоди Білла і Теда      | Bill & Ted's Excellent Adventures      | Теда Логан                  |
| 1990      | ф   | Я люблю тебе до смерті               | I Love You to Death                    | Марлон Джеймс               |
| 1990      | ф   | Налаштуйся на завтра                 | Tune in Tomorrow...                    | Мартін Лоадер               |
| 1991      | кф  |                                      | Paula Abdul: Rush Rush                 | Джефф                       |
| 1991      | ф   | На гребені хвилі                     | Point Break                            | Джоні Юта                   |
| 1991      | ф   | Нові пригоди Білла і Теда            | Bill & Ted's Bogus Journey             | Теда Логан                  |
| 1991      | ф   | Мій власний штат Айдахо              | My Own Private Idaho                   | Скотт Фавор                 |
| 1991      | ф   | Провидіння                           | Providence                             | Ерік                        |
| 1992      | ф   | Дракула                              | Dracula                                | Джонатан Гаркер             |
| 1993      | ф   | Багато галасу з нічого               | Much Ado About Nothing                 | Дон Джон                    |
| 1993      | ф   | Потвори                              | Freaked                                | Ортіс                       |
| 1993      | ф   | Навіть дівчата-ковбої інколи сумують | Even Cowgirls Get the Blues            | Джуліан Гітч                |
| 1993      | ф   | Маленький Будда                      | Little Buddha                          | Сіддхартха                  |
| 1994      | ф   | Швидкість                            | Speed                                  | Джек Тревен                 |
| 1995      | ф   | Джонні-Мнемонік                      | Johnny Mnemonic                        | Джонні-Мнемонік             |
| 1995      | ф   | Прогулянка в хмарах                  | A Walk in the Clouds                   | Пол Саттон                  |
| 1996      | ф   | Ланцюгова реакція                    | Chain Reaction                         | Едді Казалівіч              |
| 1996      | ф   | Відчуваючи Міннесоту                 | Feeling Minnesota                      | Клейтон                     |
| 1997      | ф   | Останній раз, коли я здійснив суїцид | The Last Time I Committed Suicide      | Гаррі                       |
| 1997      | ф   | Адвокат Диявола                      | The Devil's Advocate                   | Кевін Ломакс                |
| 1999      | ф   | Матриця                              | The Matrix                             | Нео                         |
| 1999      | ф   | Я та Вілл                            | Me and Will                            | Догстар                     |
| 2000      | ф   | Дублери                              | The Replacements                       | Шейн Фалько                 |
| 2000      | ф   | Спостерігач                          | The Watcher                            | Гріффін                     |
| 2000      | ф   | Дар                                  | The Gift                               | Донні Барксдейл             |
| 2001      | ф   | Солодкий листопад                    | Sweet November                         | Нельсон Мосс                |
| 2001      | ф   | Хардбол                              | Hard Ball                              | Конор О'Ніл                 |
| 2003      | ф   | Матриця: Перезавантаження            | The Matrix Reloaded                    | Нео                         |
| 2003      | ф   | Матриця: Революція                   | The Matrix Revolutions                 | Нео                         |
| 2003      | ф   | Кохання за правилами... і без        | Something's Gotta Give                 | Джуліан Мерсер              |
| 2003      | мф  | Аніматриця                           | The Animatrix                          | Нео                         |
| 2005      | кф  | Ехо                                  | Echo                                   | Нарцис                      |
| 2005      | ф   | Еллі Паркер                          | Ellie Parker                           | Догстар                     |
| 2005      | ф   | Погана звичка                        | Thumbsucker                            | Перрі Лиман                 |
| 2005      | ф   | Константин: Володар темряви          | Constantine                            | Джон Константин             |
| 2006      | ф   | Помутніння                           | A Scanner Darkly                       | Боб Арктор                  |
| 2006      | ф   | Будинок біля озера                   | The Lake House                         | Алекс Вайлер                |
| 2008      | ф   | Королі вулиць                        | Street Kings                           | Детектив Том Ладлоу         |
| 2008      | ф   | День, коли Земля зупинилась          | The Day the Earth Stood Still          | Клаату                      |
| 2009      | ф   | Приватне життя Піппи Лі              | The Private Lives of Pippa Lee         | Кріс Недо                   |
| 2009      | с   |                                      | Easy to Assemble                       | Ворст Фейррон               |
| 2010      | ф   | Кримінальна фішка від Генрі          | Henry's Crime                          | Генрі Торн                  |
| 2012      | док | Пліч-о-пліч                          | Side by Side                           | грає себе                   |
| 2012      | ф   | Покоління Гм...                      | Generation Um...                       | Джон                        |
| 2013      | ф   | Майстер Тай-Чі                       | Man of Tai Chi                         | Донака Марк                 |
| 2013      | ф   | 47 Ронін                             | 47 Ronin                               | Каї                         |
| 2014      | ф   | Джон Вік                             | John Wick                              | Джон Вік                    |
| 2015      | ф   | Хто там?                             | Knock Knock                            | Еван Веббер                 |
| 2015      | ф   | Тільки правда                        | The Whole Truth                        | Річард Ремсі                |
| 2015      | ф   | Дочка Бога                           | Daughter of God                        | Детектив Скотт Гальбан      |
| 2015      | с   |                                      | Interrogations Gone Wrong              | Кіану Рівз                  |
| 2016—2018 | с   |                                      | Swedish Dicks                          | Текс                        |
| 2016      | тф  | Рейн                                 | Rain                                   | Джон Рейн                   |
| 2016      | ф   | Погана партія                        | The Bad Batch                          | Рокуелл                     |
| 2016      | ф   | Неоновий демон                       | The Neon Demon                         | Генк                        |
| 2017      | ф   | До кісток                            | To the Bone                            | Вільям Бекхем               |
| 2017      | ф   | Джон Вік 2                           | John Wick 2                            | Джон Вік                    |
| 2018      | ф   | Сибір                                | Siberia                                | Лукас Гілл                  |
| 2018      | ф   | Екзотичне весілля                    | Destination Wedding                    | Френк                       |
| 2018      | ф   | Репродукція                          | Replicas                               | Вілл Фостер                 |
| 2019      | ф   | Джон Вік 3                           | John Wick 3                            | Джон Вік                    |
| 2019      | ф   |                                      | Always Be My Maybe                     | у ролі самого себе          |
| 2019      | мф  | Історія іграшок 4                    | Toy Story 4                            | Дюк Бубух                   |
| 2020      | мф  | Губка Боб: Втеча Губки               | The SpongeBob Movie: Sponge on the Run | Сінсей                      |
| 2020      | ф   | Білл і Тед                           | Bill & Ted Face the Music              | Тед Логан                   |
| 2021      | ф   | Матриця: Воскресіння                 | The Matrix: Resurrections              | Нео                         |
| 2022      | мф  | DC Ліга Супер-Улюбленців             | DC League of Super-Pets                | Брюс Вейн / Бетмен          |
| 2023      | ф   | Джон Вік 4                           | John Wick: Chapter 4                   | Джон Вік                    |
| 2024      | ф   | Їжак Сонік 3                         | Sonic the Hedgehog 3                   | Їжак Шедоу                  |
| 2024      | с   | Секретний рівень                     | Secret Level                           | пілот                       |
| 2025      | ф   | Балерина                             | Ballerina                              | Джон Вік                    |
|           | ф   | Константин 2                         | Constantine 2                          | Джон Константин             |

### Продюсер, режисер
| Рік  |     | Українська назва            | Оригінальна назва | Роль                |
| ---- | --- | --------------------------- | ----------------- | ------------------- |
| 2010 | ф   | Кримінальна фішка від Генрі | Henry's Crime     | продюсер            |
| 2012 | док | Пліч-о-пліч                 | Side by Side      | продюсер            |
| 2013 | ф   | Майстер Тай-чі              | Man of Tai Chi    | режисер             |
| 2014 | ф   | Джон Вік                    | John Wick         | виконавчий продюсер |
| 2016 | ф   | Дочка Бога                  | Daughter of God   | продюсер            |
| 2016 | тф  | Рейн                        | Rain              | виконавчий продюсер |
| 2018 | ф   |                             | Siberia           | продюсер            |
| 2018 | ф   | Репродукція                 | Replicas          | продюсер            |
| 2019 | ф   |                             | Already Gone      | виконавчий продюсер |

## Озвучування відеоігор
| Рік  | Назва                                                       | Персонаж           | Примітки                    |
| ---- | ----------------------------------------------------------- | ------------------ | --------------------------- |
| 2003 | Enter the Matrix                                            | Нео                |                             |
| 2020 | Cyberpunk 2077                                              | Джонні Сільвергенд | також зовнішність персонажа |
| 2023 | Cyberpunk 2077: Ілюзія свободи                              | Джонні Сільвергенд | також зовнішність персонажа |
| 2024 | SONIC X SHADOW GENERATIONS: Sonic the Hedgehog 3 Movie Pack | Їжак Шедоу         |                             |

## Нагороди

### MTV Movie Awards
- 2000 — перемога у номінації «Найкраща бійка» (з Лоуренсом Фішберном) — Матриця /The MatrIX/
- 2000 — перемога у номінації «Найкращий актор» — Матриця /The MatrIX/
- 2000 — номінація «Найкращий екранний дует» (з Лоуренсом Фішберном) — Матриця /The MatrIX/
- 1996 — номінація «Найкращий поцілунок» (з Айтаною Санчес-Хіхон) — «Прогулянка в хмарах» /A Walk in the Clouds/
- 1995 — перемога у номінації «Найкращий екранний дует» (із Сандрою Буллок) — Швидкість /Speed/
- 1995 — номінація «Найкращий поцілунок» (із Сандрою Буллок) — Швидкість /Speed/
- 1995 — номінація «Найкращий актор» — Швидкість /Speed/
- 1995 — номінація «Найбажаніший актор» — Швидкість /Speed/
- 1992 — перемога у номінації «Найбажаніший актор» — На гребені хвилі /Point Break/

### Blockbuster Entertainment Awards
- 2000 перемога у номінації «Найкращий актор» — Матриця /The MatrIX/

### Антипремія за гірші досягнення«Золота малина»
- 1997 — номінація «Найгірший актор» — Ланцюгова реакція /Chain Reaction/
- 1996 — номінація «Найгірший актор» — Джонні-Мнемонік /Johnny Mnemonic/
- 1996 — номінація «Найгірший актор» — Прогулянка в хмарах /A Walk in the Clouds/
- 1994 — номінація «Найгірший актор» — Багато шуму з нічого

## Цікаві факти
- Зріст Кіану— 1,86 м.[3] Його ім'я означає «прохолодний вітерець над горами» на Гаваях.[4]
- Рівз є пристрасним мотоциклістом та вболівальником мотоспорту. Так, лише у 2015 році він особисто відвідав два Гран-Прі серії MotoGP — у Остіні та Муджелло. Також він є співзасновником компанії «Arch Motorcycle Company», яка з 2013 року будує мотоцикли на базі Harley-Davidson та продає за ціною 72 тис. €[12].
- У травні 1993 року був заарештований у Лос-Анджелесі, Каліфорнія; звинувачений у п'яному водінні.[4]
- У 2009 році громадянка Канади Карен Сала заявила, що Кіану Рівз є батьком її чотирьох дітей, і вимагала через суд виплати аліментів (понад 3 млн доларів). Утім ДНК-тест не підтвердив батьківства Рівза і суд відхилив позов Карен Сала[13].
- Вибраний журналом People як один із 50 найкрасивіших людей у світі (1995).[4]